# Іловський Клокочеваць
45°37′ пн. ш. 17°02′ сх. д. / 45.62° пн. ш. 17.03° сх. д.
Іловський Клокочеваць (хорв. Ilovski Klokočevac) — населений пункт у Хорватії, у Б'єловарсько-Білогорській жупанії у складі громади Герцеговаць.

## Населення
Населення за даними перепису 2011 року становило 145 осіб.
Динаміка чисельності населення поселення: